# Cochlicella
Cochlicella A. Férussac, 1821 è un genere di molluschi gasteropodi della famiglia Geomitridae.

## Tassonomia
Il genere comprende le seguenti specie:
- Cochlicella acuta (O.F. Müller, 1774)
- Cochlicella barbara (Linnaeus, 1758)
- Cochlicella conoidea (Draparnaud, 1801)